# Southport (Australie)
Pour les articles homonymes, voir Southport.
Southport est une ville du Queensland en Australie, située à 70 km au sud de Brisbane. Elle fait partie de la Gold Coast. La ville est située à l'embouchure de la Nerang River.
La population était de 24 097 habitants en 2006.
The Southport School est située à Southport.

## Personnalités
- Grant Hackett (1980-), triple champion olympique de natation ;
- Kiah Melverton (1996-), double championne du monde de natation ;
- Alexandria Perkins (2000-), nageuse australienne ;
- Casey Stoner (1985-), double champion du monde de moto GP.